# Вітовиці-Дольні
Вітовиці-Дольні (пол. Witowice Dolne) — село в Польщі, у гміні Лососіна-Дольна Новосондецького повіту Малопольського воєводства.
Населення — 602 особи (2011).
У 1975-1998 роках село належало до Новосондецького воєводства.

## Демографія
Демографічна структура станом на 31 березня 2011 року:
|          | Загалом | Допрацездатний вік | Працездатний вік | Постпрацездатний вік |
| -------- | ------- | ------------------ | ---------------- | -------------------- |
| Чоловіки | 300     | 76                 | 195              | 29                   |
| Жінки    | 302     | 87                 | 158              | 57                   |
| Разом    | 602     | 163                | 353              | 86                   |